# Liefdesbankje

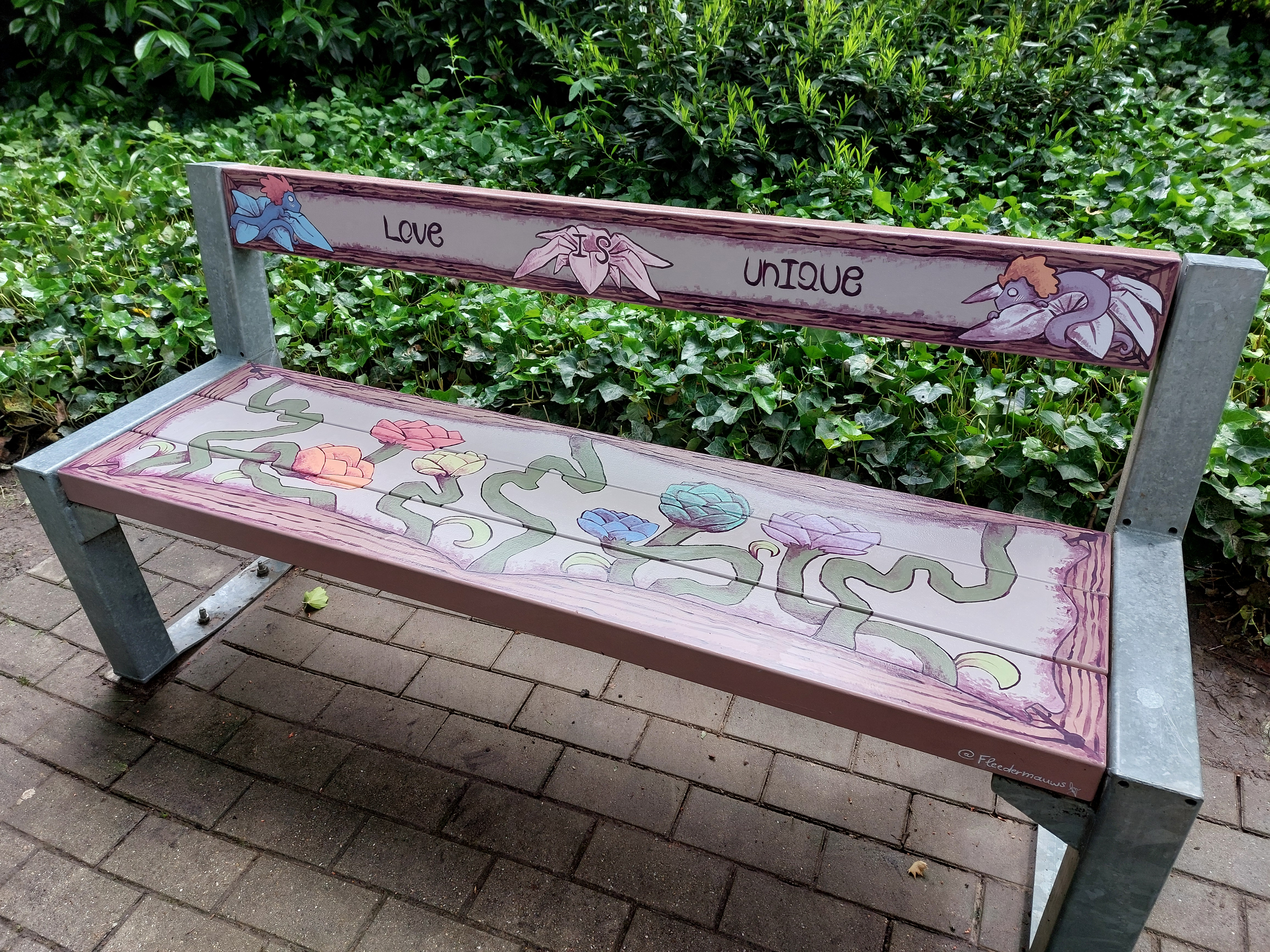
Het liefdesbankje in de Erasmustuin in Leuven

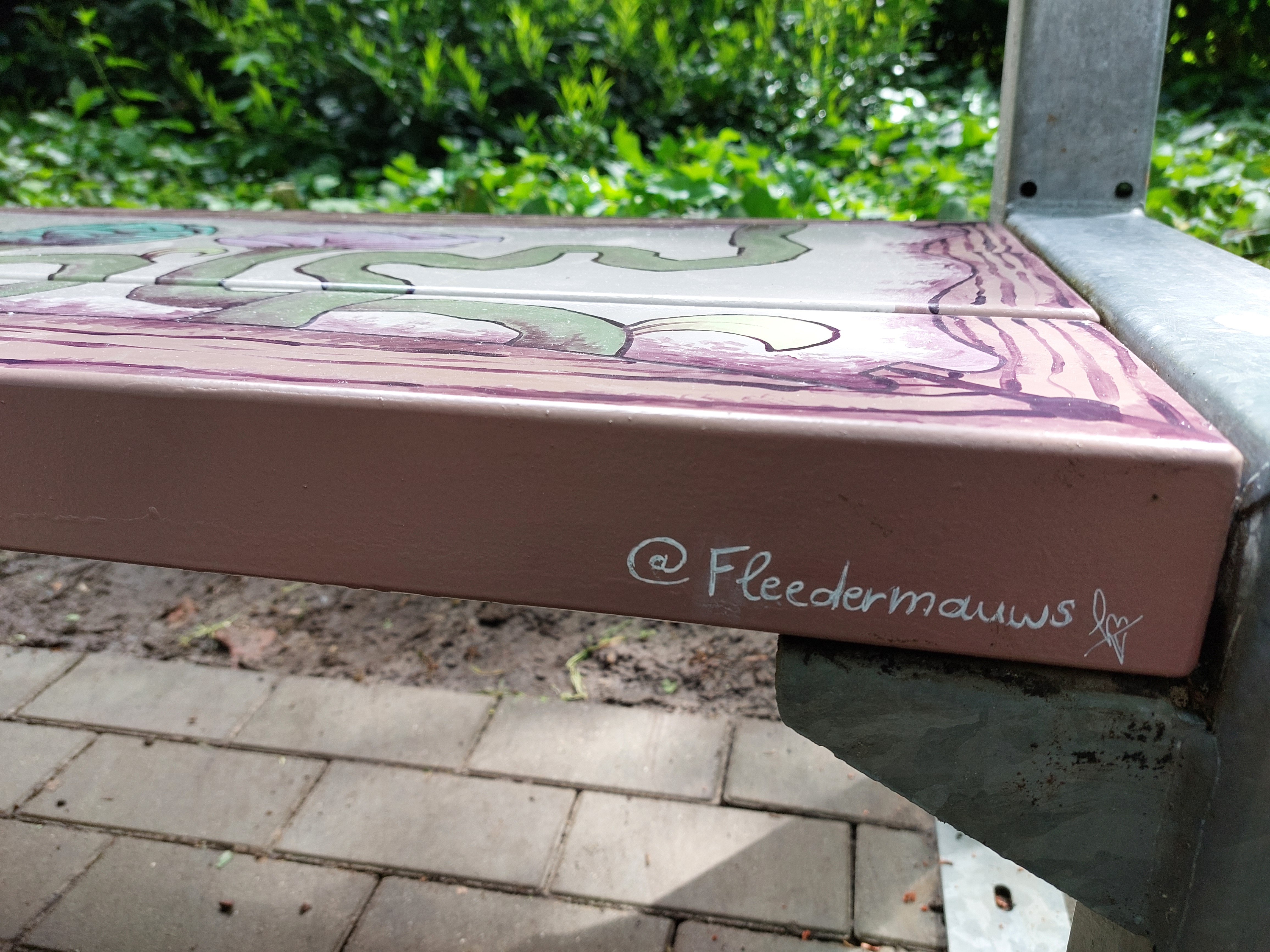
Handtekening van de kunstenares Fleedermauws op het liefdesbankje

Het liefdesbankje is een zitbank in de Erasmustuin van de Faculteit Letteren van de KULeuven die werd beschilderd door grafisch ontwerper "Fleedermauws", pseudoniem van Liesbet De Pauw. Het opschrift luidt: ‘LOVE IS UNIQUE’. De tekening toont twee verliefde draakjes en bloemen in de kleuren van de regenboog- en de transgendervlag. In de slingerende bloemenstelen zitten hartjes verwerkt.
Het bankje is een initiatief van UniQue Regenbooghuis Vlaams-Brabant. De idee is om op een speelse en niet-confronterende manier aandacht te vragen voor de diversiteit in liefdesrelaties met de eenvoudige boodschap dat elke liefdesrelatie waardevol is.
Het bankje werd ingehuldigd op 16 mei 2024 door de schepen van gelijke kansen van de stad Leuven, de decaan van de Faculteit Letteren en de ondervoorzitter van UniQue. De avond werd toepasselijk afgesloten met poëzie.
Het Leuvens liefdesbankje is een onderdeel van het project "Kleur Bekennen", binnen de projectlijn "Onze rechten" van de Staatssecretaris voor Gelijke Kansen. Deze projectlijn is enerzijds gericht op het creëren van veilige ruimtes voor lgbtqi+-personen en anderzijds op het vergroten van de zichtbaarheid van lgbtqi+-diversiteit in de publieke ruimte.